# Énergie à Oman
Le secteur de l'énergie en Oman est dominé par la production de pétrole et de gaz naturel importante dans le sultanat. 

## Production d'énergie fossile
Petroleum Development of Oman détient un quasi-monopole sur la production de pétrole sur le territoire du pays. Cette entreprise semi-publique associe l'état avec Royal Dutch Shell (et de façon très minoritaire Partex et Total). Oman est un producteur de pétrole important avec 978 000 barils/jour en 2018, soit 1 % du total mondial ; ses réserves sont estimées à 5,4 milliards de barils, soit 15 années de production. Oman n'est pas membre de l'OPEP. 
Sur le plan géologique, les gisements omanais appartiennent essentiellement à deux bassins distincts : le bassin de Ghaba et le bassin de Fahud. Chacun comporte des systèmes pétroliers différents : d'une part la même séquence jurassique que l'on retrouve aux Émirats ou en Arabie Saoudite, d'autre part une séquence plus ancienne, avec des réservoirs Paléozoïque.
Le plus grand gisement du pays, Yibal a été découvert en 1962.
Les réserves de gaz naturel d'Oman sont estimées à 700 milliards de m3, soit 0,3 % des réserves mondiales ; elles représentent 18,5 années de production au rythme de 2018 : 36 millions de m3, soit 0,9 % de la production mondiale.

## Secteur aval

### Commerce international de gaz
Oman possède un terminal d'exportation de gaz naturel liquéfié à Qalhat, port situé près de l'extrémité est du pays. Sa production est de 8,1 millions de tonnes par an, dont la moitié est achetée par la Corée du Sud. Les deux premiers trains (unités de liquéfaction) sont entrés en service en 2000, le troisième, géré par un consortium différent, en 2005.
Paradoxalement, Oman est aussi importateur de gaz, ayant reçu en 2018 deux milliards de mètres cubes de Qatar via le gazoduc Dolphin.
TotalEnergies signe le 21 avril 2024 la décision finale d'investissement du groupe sur le projet de gaz naturel liquéfié de Marsa LNG, ainsi qu'un contrat d'achat de 0,8 million de tonnes par an de GNL, jusqu'en 2035, auprès du projet Oman LNG. TotalEnergies est opérateur et actionnaire majoritaire, à 80 %, du projet Marsa LNG annoncé en 2021, aux côtés d'OQ, la compagnie pétrolière nationale du sultanat d'Oman (20 %). L'usine de liquéfaction de Marsa (1 millions de tonnes par an) sera construite dans le port omanais de Sohar et servira essentiellement à alimenter des navires fonctionnant au GNL. Un parc photovoltaïque de 300 MWc sera installé à proximité de l'usine de liquéfaction et l'alimentera en électricité décarbonée.

## Secteur de l'électricité
Oman a produit 41,3 TWh d'électricité en 2021, en hausse de 354 % par rapport à 2000, dont 95,8 % par des centrales au gaz naturel, 3,5 % par des centrales au pétrole et 0,6 % par des installations solaires photovoltaïques.
En 2020, 355 MWc d'installations solaires photovoltaïques ont été installées.
Oman s'est fixé l'objectif d'atteindre en 2030 une part des énergies renouvelables de 30 % dans son mix électrique.

## Hydrogène vert
En juin 2023, un consortium mené par Engie et l'aciériste sud-coréen POSCO obtient des autorités d'Oman une concession de 47 ans pour la réalisation d'un projet intégré de production d'hydrogène vert et d'ammoniac vert à partir d'énergies renouvelables. Le projet sera situé dans le désert, sur un terrain de de 340 km2, à proximité du port de Duqm auquel il sera relié par gazoduc. Il combinera des éoliennes et des centrales solaires, afin de maximiser le taux d'utilisation des infrastructures et faire baisser les coûts de production en limitant l'intermittence de ces sources d'énergie ; il prévoit jusqu'à 5 GW de capacités solaires et éoliennes et devrait produire par électrolyse de l'eau 200 000 tonnes d'hydrogène et 1,2 million de tonnes d'ammoniac par an, qui sera exporté vers la Corée du Sud pour les aciéries de Posco. Des études préliminaires seront menées pendant trois ans ; après l'éventuelle décision finale d'investissement, la phase de construction durera trois à quatre ans ; l'objectif est donc de démarrer la production en 2030.